# Богомолец, Александр Александрович
Алекса́ндр Алекса́ндрович Богомо́лец (укр. Олександр Олександрович Богомолець; 1881—1946) —  украинский советский патофизиолог и общественный деятель, 7-й президент АН Украины (1930—1946), академик (с 1932) и вице-президент АН СССР (6 мая 1942 — 23 мая 1945) и АМН СССР (1944). Герой Социалистического Труда (1944). Лауреат Сталинской премии первой степени (1941).
Создал учение о взаимодействии опухоли и организма — это представление кардинально изменило существовавшие в то время представления об опухолевом росте. Основоположник российской и украинской школы патофизиологии, эндокринологии и геронтологии. Основатель первых в России и Украине научно-исследовательских учреждений медицинского профиля.

## Ранние годы, начало научной карьеры
Богомолец происходил из «черниговской ветви» рода Богомольцев. Отец — Александр Михайлович Богомолец, сын заседателя Нежинского уездного суда, титулярного советника Михаила Федоровича Богомольца (1812—1895), земский врач, сотрудничал с народовольцами, арестовывался. Мать — София Николаевна Присецкая (1856—1892) герба «Новина», дочь поручика в отставке, входила в руководство леворадикальной народнической организации Южно-русский рабочий союз. Была арестована в январе 1881 года, осуждена на 10 лет каторги.
Александр Богомолец-младший родился в Киеве в лазарете Лукьяновской тюрьмы, где София пребывала в процессе следствия по делу «Южно-Русского рабочего союза». Меньше, чем через месяц жандармы отдали ребёнка отцу Софьи, который увез его в своё имение на Полтавщине, в село Климово Зеньковского уезда.
Позднее Богомолец увез сына в Нежин. Свою мать Саша Богомолец увидел лишь в 1891 году, когда его отец при содействии Льва Толстого получил разрешение навестить Софию Богомолец в Сибири. Вскоре она умерла от туберкулеза. После тяжелой поездки в Сибирь Богомолец заразился туберкулезом от матери.
Начальное образование получил дома, затем по возвращении из Сибири поступил в 1892 году в мужскую гимназию при Историко-филологическом институте князя Безбородько. За успехи в учёбе Саша Богомолец был отмечен похвальным листом и книгой Тургенева «Записки охотника». С детства он увлекался чтением.
В 1894 году вместе с отцом переехал в Кишинёв. Продолжил обучение в Кишиневской гимназии, но на предпоследнем году был отчислен с официальной формулировкой «за опасное направление мыслей». С большим трудом его удалось устроить в 1-ю Киевскую мужскую гимназию, которую он окончил с отличием в 1900 году (до этого какое-то время учился в коллегии Павла Галагана). Поступил на юридический факультет Киевского университета, намереваясь стать адвокатом-криминалистом. Вскоре разочаровался в юриспруденции и перешел на медицинский факультет, а в 1901 году вслед за профессором В. В. Подвысоцким перевелся в Новороссийский университет.
Свою первую научную работу — «К вопросу о строении и микрофизиологии бруннеровых желез» — опубликовал в 1902 году. Под конец учёбы Богомольца в Новороссийском университете в его послужном списке насчитывалось уже пять научных работ.
В университете он увлекся изучением эндокринологии, нервной системы. Не раз был на грани исключения по политическим мотивам. Несмотря на перерывы в учёбе, связанные со студенческими волнениями во время первой русской революции, в 1907 году Богомолец окончил университет с отличием и в том же году стал ассистентом на кафедре общей патологии Новороссийского университета.
В 1909 году под руководством профессора Владимира Воронина Богомолец защитил в Императорской Санкт-Петербургской военно-медицинской академии докторскую диссертацию «К вопросу о микроскопическом строении и физиологическом значении надпочечных желез в здоровом и больном организме». Оппонентом при защите был известный российский физиолог, академик Иван Петрович Павлов. Он высоко оценил работу молодого учёного. Богомолец стал самым молодым в Российской империи доктором медицины — на момент защиты докторантуры ему было 28 лет.
В том же году Богомолец был избран приват-доцентом кафедры общей патологии медицинского факультета Новороссийского университета.
В 1910 году Богомолец женился на Ольге Тихоцкой, внучке генерал-майора С. Г. Тихоцкого и племяннице скульптора В. А. Беклемишева. В феврале 1911 года у супружеской четы родился единственный сын — Олег Александрович Богомолец (1911—1991).
Вскоре после рождения сына Богомолец был отправлен в командировку в Париж (в Сорбонну) для подготовки к профессорскому званию. По возвращении был утверждён экстраординарным профессором кафедры общей патологии и бактериологии Николаевского университета в Саратове.

## «Саратовский» период
В Саратове Богомолец и его ученики заложили основы новой отрасли в медицинской науке — патофизиологии.
Богомолец сам набрал штат и закупил за собственные средства научные приборы (часть оборудования он привез из Франции) для кафедры. Он также начинает успешную преподавательскую деятельность — его лекции становятся популярными среди студенчества.
Богомолец организовал в агрономическом и ветеринарном институтах Саратова кафедры микробиологии и общей патологии. Позже поднимал вопрос об открытии в Саратове специального бактериологического института.
Участвовал он и в общественной жизни: в 1914 году Богомолец вместе с восемнадцатью другими профессорами опубликовал обращение «О судьбе женщин, оставшихся за стенами университета».
В 1917 году доктор Богомолец возглавил саратовские Высшие женские медицинске курсы, в организации которых принимал деятельное участие.
Одновременно с чтением лекций проводил исследования для клиник, принимал больных, а во время первой мировой войны проводил эпидемиологические исследования. Одним из первых указал на связь аллергии и иммунитета.
Сын революционеров-народников, всегда считавшийся «неблагонадежным», Октябрьскую революцию он принял сразу. Во время гражданской войны Богомолец сам предложил новым властям Саратовской губернии комплекс анти-эпидемических мероприятий.
В октябре 1918 года, продолжая заведовать кафедрой в Саратовском университете, профессор Богомолец создает первое в России научно-исследовательское учреждение медицинского профиля — Государственный институт микробиологии и эпидемиологии Юго-Востока России («Микроб»). Институт «Микроб» унаследовал разработки против чумы, холеры, сибирской язвы, которые велись в Петербурге в так называемом «чумном форте» — все оборудование и препараты были перевезены оттуда в Саратов.
В 1919 году был назначен старшим эпидемиологом Саратовского губернского отдела здравоохранения, вошел в состав комиссии по борьбе с сыпным тифом. Был также назначен консультантом-эпидемиологом санитарного отдела Юго-Восточного фронта Красной Армии и санитарного отдела Рязано-Уральской железной дороги. Руководил Саратовским эвакопунктом, создал первую в стране железнодорожную клинико-диагностическую лабораторию.
В Саратове Богомолец начал работу над первым в мире учебником по патофизиологии. В его основу лег курс лекций для студентов университета. Работа над учебником продолжалась до конца жизни доктора Богомольца. «Краткий курс патологической физиологии», опубликованный в 1921 году, в итоге разросся до пятитомника. За эту работу Богомольцу была присуждена Сталинская премия (1941).
В 1923 году Богомолец организовал в Саратове первую в СССР передвижную противомалярийную лабораторию. В том же году он занялся исследованиями соединительной ткани и её роли в иммунных реакциях.
В 1937 году в Саратове Богомолец сделал своё важнейшее изобретение — иммунную антиретикулярную цитотоксическую сыворотку, ускорявшую заживление ран и активизирующую иммунную систему человека. «Сыворотка Богомольца» успешно применялась для лечения инфекционных болезней и переломов. Во время Великой Отечественной войны 1941—1945 гг. она имела особый спрос в советских полевых и эвакуационных госпиталях.

## «Московский» период
В 1925 году профессор Богомолец был назначен заведующим кафедрой патофизиологии медицинского факультета Второго Московского университета.
С 1926 года — создатель и руководитель отделения экспериментальной патологии в Институте Высшей нервной деятельности при Коммунистической академии, а также лаборатории экспериментальной онкологии Московского городского отдела здравоохранения.
Работая консультантом патофизиологической лаборатории при Государственном ипподроме в Москве, Богомолец продолжал заниматься доводкой антиретикулярной цитотоксичной сыворотки.
Богомолец принял участие в создании Первого в мире Института гематологии и переливания крови (ныне — Гематологический научный центр Росздрава), который возглавил после смерти его первого директора — Александра Александровича Богданова (1873—1928). Там под руководством Богомольца была разработана уникальная методика консервации донорской крови, которая до сих пор применяется практически без принципиальных изменений. Тогда же Богомолец и его ученики установили универсальный донорский характер первой группы крови. Этим институтом Богомолец продолжал руководить до 1931 года — уже будучи президентом Академии наук УССР.
В Москве Богомолец также принимал участие в создании Института функциональной диагностики и экспериментальной терапии.
В Москве им были написаны работы «Кризис эндокринологии» (1927), «Загадка смерти» (1927) «Введение в учение о конституции и диатезах» (1928), «О вегетативных центрах обмена» (1928), «Отек. Очерк патогенеза» (1928), «Артериальная гипертония. Очерк патогенеза» (1929). Богомолец также значительно переработал и расширил учебник «Патологическая физиология» (третье издание, 1929).

## Президент Академии Наук УССР
В 1930 году Богомолец был избран президентом Академии наук УССР (за год до этого — действительным членом Академии наук УССР). Переехав с группой учеников в Киев, он создал Институт экспериментальной биологии и патологии Наркомздрава УССР и Институт физиологии. Под строительство последнего было выделено 2,661 га земли в центре Киева. После смерти ученого оба института были объединены в Институт физиологии АН УССР (1953).
Новоизбранный президент АН УССР провел полную перестройку структуры академии. На базе разрозненных кафедр и лабораторий создаются целые научно-исследовательские учреждения (институты). К работе в них были привлечены молодые перспективные ученые. Структура АН Украины, которую заложил Богомолец, в общих чертах сохраняется и поныне.
В Киеве Богомолец основал «Физиологический журнал» АН УССР. Организовывал ежегодные широкие научные конференции по актуальным проблемам медицины, участвовал в редактировании многих научных сборников.
С 1932 года — действительный член АН СССР. В 1937 году избран депутатом ВС СССР 1 созыва.
В 1938 году по инициативе Богомольца в Киеве проводится первая в мире научная конференция, посвященная вопросам старости и борьбы за долголетие.
В 1941 году, за несколько месяцев до начала Великой Отечественной войны, Богомолец создал Киевский диспансер борьбы с преждевременной старостью. На его базе позднее был образован Институт геронтологии.
За два года до создания диспансера академик выпустил брошюру «Продление жизни» (1939). В ней он научно обосновал возможность и реальность продолжения человеческой жизни в течение 100 и более лет. Некоторые идеи, изложенные в ней, Богомолец начал разрабатывать ещё в Саратове. В итоге Богомолец превратил Киев в один из самых престижных научных центров СССР.
Учения Богомольца о физиологической системе соединительной ткани способствовало возникновению ряда новых наук, таких как аллергология, различные модификации учений про иммунитет, которым сейчас уделяют особое внимание. Все исследования Богомольца также придали целостность другим научным достижениям в сфере проблем долголетия организма. Дальнейшая судьба этих учений была довольно сложной, так как из-за определённых идеологических кампаний в науке против генетики, физиологии и патофизиологии развитие его учений было приостановлено и, фактически остановила существование и его научная школа по этим проблемам.
Богомолец возглавлял Академию Наук УССР в нелегкие годы сталинских репрессий. Спасением от НКВД ему были обязаны известный украинский демограф Михаил Птуха, основоположник украинской экономической географии Константин Воблый, математик Николай Крылов, физик-ядерщик Александр Лейпунский, который создал первый в СССР ядерный реактор на быстрых нейтронах. Богомолец также смог, хотя и не надолго, отсрочить арест выдающегося украинского историка и востоковеда Агафангела Крымского.
Уже после войны академику удалось добиться освобождения из тюрьмы мужа своей двоюродной сестры, актрисы Натальи Михайловны Богомолец-Лазурской (1880—1958) — известного литературоведа Владимира Лазурского, который дружил с послом Италии во время немецко-румынской оккупации Одессы.
Гражданский подвиг академика Богомольца становится понятен ещё и потому, что он и сам был на волосок от гибели. Причиной тому была его «неблагополучная» с точки зрения происхождения родня. Двоюродный брат президента АН УССР, Вадим Михайлович Богомолец (1878—1936), был генерал-хорунжий Украинской Державы при гетмане Павле Скоропадском.
В начале Великой Отечественной войны вместе с Академией наук УССР был эвакуирован в Уфу.
Провёл массовую реорганизацию украинской науки для нужд военного времени, что позволило добиться выдающихся результатов, сыграл большую роль в развитии оборонной промышленности.
В Уфе организовал выпуск антиретикулярной цитотоксической сыворотки для лечения трофических язв и осложнений при огнестрельных ранениях.
С 1942 года — вице-президент Академии наук СССР. Был активным соратником академика Н. Н. Бурденко в деле создания Академии медицинских наук СССР. В Уфе в 1941—1943 годах работал в Башкирском государственном медицинском институте. В октябре 1942 года в соответствии с распоряжением И. В. Сталина участвовал в атомном проекте, курировал работы Ф. Ф. Ланге по проектированию установок обогащения урановой руды с помощью центрифуги.
Указом Президиума Верховного Совета СССР «О присвоении звания Героя Социалистического Труда академику Богомольцу, президенту Украинской Академии наук» от 4 января 1944 года за «выдающиеся заслуги в области науки, за создание ценнейших препаратов для лечения ран и переломов костей» удостоен звания Героя Социалистического Труда с вручением ордена Ленина и медали «Золотая Звезда».
Весной 1944 года Богомолец вернулся в Киев, где возглавил работы по воссозданию АН УССР.

## Последние годы жизни
Напряженная работа подорвала здоровье академика Богомольца. В середине октября 1943 года у него произошел прорыв плевры и самопроизвольный пневмоторакс на фоне давнего туберкулеза, которым он заразился ещё в детстве от матери на каторге. Ситуация осложнялась тем, что Богомолец, несмотря на туберкулез, много курил.
Повторный пневмоторакс произошел в июле 1946 года на даче. Попытки друзей и коллег остановить болезнь оказались безуспешными. 17 июля 1946 года академик Богомолец продиктовал последние распоряжения сыну, а 19 июля в 22 часа 15 минут его не стало.
Похоронен академик в парке, посаженном им и его учениками, у дома, где он жил. К месту захоронения академика везли по улицам ещё не восстановленного после бомбежек Киева с военными почестями — на артиллерийском лафете.
Летом 1950 года в Киеве состоялось выездное заседание АН СССР и АМН СССР в Киеве. На нём учение Богомольца о роли соединительной ткани в формировании иммунной системы человека было названо «антинаучным». Никакие аргументы научного характера не приводились. Ученому посмертно ставили в вину насаждение идеалистического мировоззрения и попытки бороться с учением И. П. Павлова.
Основанные Богомольцем Институт экспериментальной биологии и патологии и Институт физиологии оказались под угрозой уничтожения. Ситуацию спас парторг Института экспериментальной биологии и патологии, который оказался порядочным человеком и смог убедить украинское партийное начальство в абсурдности обвинений. Однако основанные академиком Богомольцем институты все эти годы не работали. Восстановили они свою работу лишь после смерти Сталина.

## Семья
У Богомольцев был единственный сын Олег (1911—1991) — украинский патофизиолог, член-корреспондент Академии Наук СССР, заслуженный деятель науки и техники УССР.
Двоюродный брат — Вадим Михайлович Богомолец (1878—1936), военный деятель УНР и Украинской Державы, военно-морской юрист, представитель УНР в Румынии.
Дочь Олега, Екатерина Олеговна (1939—2013) — профессор кафедры патологической анатомии Национального медицинского университета им. Богомольца. Работала анестезиологом в Институте туберкулеза и грудной хирургии под руководством академика Николая Амосова.
Её сестра, Александра Олеговна (род. 1958) — детский врач-реаниматолог, ныне на пенсии. Заведует квартирой-музеем Александра Александровича Богомольца.
Дочь Екатерины Олеговны — Ольга Вадимовна Богомолец (род. 1966), украинская певица, врач, общественный деятель, меценат, обладатель уникальной коллекции украинской домашней иконы, находящейся в частном замке-музее Радомысль (г. Радомышль). Заслуженный врач Украины.

## Память
Именем А. А. Богомольца названы:
- Национальный медицинский университет.
- Институт физиологии им. Богомольца НАНУ
- улица в Волгограде
- улица в Харькове
- улица во Львове
- улица в Киеве
- В 1946 году после смерти А. А. Богомольца Советом Министров СССР учреждена премия имени А. А. Богомольца за выдающиеся работы в области медицинских наук в размере 25 тыс. рублей, присуждаемая Академией Наук УССР.
- В 1971 году в его честь была выпущена почтовая марка «Почты СССР».

Дом в Нежине, в котором Богомолец проживал в конце XIX века, в настоящее время является памятником истории местного значения.

## Награды и премии
- Орден Отечественной войны I степени (10 июня 1945)
- Орден Трудового Красного Знамени (1 октября 1944) — за выдающиеся заслуги в области развития советской науки, культуры и техники, за воспитание высококвалифицированных кадров научных работников, в связи с 25-летием со основания Академии Наук УССР
- Герой Социалистического Труда (1 января 1944) — за исключительные заслуги перед государством в области науки, за создание ценных препаратов для лечения ран и переломов костей
- Орден Ленина (1 января 1944) — за исключительные заслуги перед государством в области науки, за создание ценных препаратов для лечения ран и переломов костей
- Сталинская премия I степени (13 марта 1941) — за научный труд «Руководство по патологической физиологии» в трёх томах (1935—1937)
- Орден Ленина (22 июня 1940)

- Медаль «За доблестный труд в Великой Отечественной войне 1941—1945 гг.»[10]